# 小行星7934
小行星7934（英語：7934 Sinatra）是一颗围绕太阳公转的小行星。1989年9月26日，艾瑞克·怀特·埃尔斯特在拉西拉天文台发现了此天体。
这颗小行星的绝对星等为332.49553等。